# Rainha Internacional do Café 2010
Rainha Internacional do Café 2010 foi a 39ª edição do tradicional concurso de beleza feminino Rainha Internacional do Café, realizado todo mês de Janeiro durante a histórica feira de Manizales, na Colômbia. Participaram da solenidade dezenove (19) candidatas de dois continentes diferentes, Américas e Europa. Com transmissão pela TV e internet com sinal da Telecafé, o concurso teve como campeã a representante do Brasil, Mariana Notarângelo, coroada por sua antecessora, a colombiana Alejandra Mesa Estrada.

## Resultados

### Colocações
| Posição   | País e Candidata                     |
| Vencedora | - Brasil - Mariana Notarângelo       |
| 2º. Lugar | - Polônia - Iwona Wyrzykowska        |
| 3º. Lugar | - Bolívia - Flavia Foianini Arzabe   |
| 4º. Lugar | - República Dominicana - Audris Rijo |
| 5º. Lugar | - Venezuela - Elizabeth Mosquera     |

### Prêmios Especiais
O concurso distribuiu os seguintes prêmios:
| Prêmio            | País e Candidata                     |
| Melhor Rosto      | - República Dominicana - Audris Rijo |
| Rainha da Polícia | - Brasil - Mariana Notarângelo       |
| Rainha da Água    | - República Dominicana - Audris Rijo |

### Ordem do Anúncio
1. República Dominicana
2. Brasil
3. Polônia
4. Bolívia
5. Venezuela

## Jurados

### Final
Ajudaram a selecionar a campeã:
1. Marlon Moreno, ator colombiano;
2. Pilar Luna, diretora da revista Inn Fashion;
3. Marlon Becerra, cirurgião dentista;

## Candidatas
Disputaram o título este ano:
| - Argentina - Yanina Ruiz Díaz - Bahamas - Nikie Severe - Bolívia - Flavia Foianini Arzabe - Brasil - Mariana Notarângelo - Canadá - Mariana Valente - Colômbia - Alejandra Tovar - Costa Rica - Angie Alfaro Loria - El Salvador - Michelle Bustamante - Espanha - Ara Jurado Calero - Estados Unidos - Amanda Delgado | - Guatemala - Jessana Paté Rabatu - Honduras - Blaise Masey Alvarado - Paraguai - Viviana Benítez - Peru - Danissa Rajković - Polônia - Iwona Wyrzykowska - Porto Rico - Yerlyn Segarra - República Dominicana - Audris Rijo - Uruguai - Cinthia Furtado Viera - Venezuela - Elizabeth Mosquera |

## Histórico

### Desistências
- Alemanha - Simone Goller
- Equador - Gabriela Armijos
- Taiwan - Hung Tzu-Wei

### Troca
- Brasil - Lívia Barraque ► Mariana Notarângelo [10]

### Retornou
- Uruguai

### Saíram
- Aruba
- Panamá

### Candidatas em outros concursos
Histórico das candidatas em outras competições:
| Miss Mundo - 2009: Bolívia - Flavia Foianini Arzabe - (Representando a Bolívia em Joanesburgo, na África do Sul) - 2009: Honduras - Blaise Masey Alvarado - (Representando a Honduras em Joanesburgo, na África do Sul) - 2012: Brasil - Mariana Notarângelo (5º. Lugar) - (Representando o Brasil em Ordos, na China) Miss Universo - 2009: Canadá - Mariana Valente - (Representando o Canadá em Nassau, nas Bahamas) Miss Internacional - 2010: Venezuela - Elizabeth Mosquera (Vencedora) - (Representando a Venezuela em Chengdu, na China) Miss Global Beauty Queen - 2011: Brasil - Mariana Notarângelo (Vencedora) - (Representando o Brasil em Seul, na Coreia do Sul) Miss Globo Internacional - 2009: Paraguai - Viviana Benítez - (Representando o Paraguai em Durrës, na Albânia) | Miss Tourism Queen International - 2008: Estados Unidos - Amanda Delgado - (Representando o Havaí em Zhengzhou, na China) Rainha Hispano-Americana - 2009: Bolívia - Flavia Foianini Arzabe (6º. Lugar) - (Representando a Bolívia em Santa Cruz, na Bolívia) Miss Continente Americano - 2009: Canadá - Mariana Valente - (Representando o Canadá em Guaiaquil, no Equador) Rainha Mundial da Banana - 2008: Estados Unidos - Amanda Delgado (Vencedora) - (Representando os Estados Unidos em Machala, no Equador) Miss Caraibes Hibiscus - 2009: Brasil - Mariana Notarângelo - (Representando o Brasil em Maho Bay, na Ilha de São Martinho) |